# Sigmodon alleni
Sigmodon alleni es una especie de roedor de la familia Cricetidae.

## Distribución geográfica
Es endémico del oeste de México. Está amenazado por la deforestación.